# 후이량위
후이량위(회양옥, 중국어: 回良玉, 1944년10월~)는 중화인민공화국의 정치인이다. 제16기, 17기 중국공산당 중앙정치국 위원이며, 중화인민공화국 국무원 부총리(농업, 민정, 민족, 종교 담당)이다. 후이족 출신이다.
1964년에 지린 농업학교를 졸업했으며, 이후 지린 성 위원회 당학교를 졸업했다. 1966년 중국 공산당에 입당했다. 위수 시에서 직장에 다녔지만, 1968년부터 1년간 위수 시의 57간부학교로 하방을 하게 된다.
복귀를 한 뒤에도 위수 시에서 오랫동안 농업에 종사하면서, 위수 시 위원회 부서기와 시 농업국 부국장 등을 맡아서 경력을 쌓았다. 정치에 입문한 이후에도 위수 시의 농업 담당성 상무위원과 부시장을 역임했다. 2000년부터 맡은 장쑤성 당위원회 서기 시절의 사기업 육성 정책으로 장쩌민의 칭찬을 받아 2003년에 전국인민대표대회에서 국무원 부총리직에 올랐다. 취임 이후에는 리란칭의 강력한 지지를 받았다.
2006년 7월, 조선민주주의 인민공화국의 미사일 발사 문제로, 일본 등이 유엔 안보리에 북한 제재 조치를 포함한 결의안을 제출하자 북한의 양보를 끌어내기 위해 중조 우호 협력 상호 원조 조약 체결 45주년을 계기로 북조선을 방문하였다. 중국이 결의안을 찬성했기 때문인지 김정일 위원장을 만날 수는 없었다.
후베이성, 안후이성, 장쑤 성에서 부서기와 성장, 당위원회 서기를 역임했으며 지방 경험은 17기 정치국 위원들 중에서도 길다.